# Хызыр-Шах Саруханид
Хызыр-Шах Саруханоглу (тур.  Bey; ум. 1410) — правитель бейлика Саруханогуллары, сын Исхака-бея и правнук основателя династии, Сарухана-бея.

## Биография
Хызыр-Шах был сыном третьего правителя бейлика Саруханогулларов, Исхака Челеби, и внук основателя бейлика, Сарухана-бея. Сообщений о смерти отца Хызыра в хрониках нет, дата на его захоронении отсутствует. Ранее предполагалось, что Исхак умер в  790 (1388 году), и Хызыр-Шах ему наследовал. Однако позднее была обнаружена монета, отчеканенная в Манисе на десять лет раньше, в  780 (1378/79) году, с именем Орхана б. Исхака. Причём согласно надписи на медресе Исхака-бея, он построил его в  780 году. Исходя из этого можно точно датировать смерть отца Хызыр-Шаха  780 годом и сделать вывод, что ему наследовал брат Хызыра, Орхан.
Приход Орхана-бея на трон Сарухана, вероятно, привёл к противостоянию его с Хызыр-Шахом. Это ослабило бейлик и привело к усилению влияния Мурада I. Отряды из Сарухана участвовали в Косовской битве в 1389 году, значит беи Сарухана действовали, как османские вассалы. Известно, что в это время или сразу после битвы правителем бейлика был уже Хизыр-бей. После битвы в Косово и смерти в ней Мурада I Хызыр вступил в альянс под руководством Алаэддина Караманида против османов. Кроме того, вакуфные записи свидетельствуют, что в  791 (1389) году Хызыр-Шах распоряжался собственностью отца. Зимой  791- 792 (1389—1390) годов антиосманский союз быстро распался, сын Мурада I, Баязид I, покорял один бейлик за другим. Ранее считалось, что Хызыр-шах скрылся у Джандароглу Исфендияра-бея в Синопе, а затем сбежал к Тамерлану. Однако Хызыр-Шах вторым из беев, сразу после Исы-бея Айдынида, покорился Баязиду. Он предстал перед султаном изъявив покорность, в обмен Баязид оставил Хызыр-Шаху восточную часть бейлика с городами Демирджи, Гёрдес и Адала. По словам византийского историка Дуки Хызыр-Шах был женат на дочери Мурада I и сестре Баязида I. Возможно, в прощении Хызыр-Шаха Баязидом это сыграло не последнюю роль. А брат Хызыра, Орхан, к 1402 году укрывался у Тамерлана. В записях османского вакуфа Хызыр-Шах упоминается как Хызыр-паша (османский чиновник). Под властью Баязида в бейлике находилась область с центром в Манисе, однако между 1390 и 1402 годами Саруханиды продолжали править в Демирджи и Нифе. Покорённые бейлики были преобразованы в санджаки, Карасы и Саруханом стал править старший сын Баязида, Эртогрул , а затем Сулейман Челеби.
В битве при Анкаре  804 (1402) году сын Баязида I Сулейман Челеби возглавлял отряды c солдатами из бывших бейликов Карасы, Сарухана и Айдына. Согласно Дуке солдаты из Айдына, узнав своих бывших беев в армии Тамерлана, перешли к ним. За ними переметнулись и солдаты из Сарухана. После поражения армии Баязида в битве и пленения Баязида Орхан участвовал в преследовании бежавших войск и в захвате казны Баязида I. Тамерлан отдал эмират Орхану (ранее считалось, что Хызыр-Шаху), и в составе отряда под командованием Мохаммеда Султана, внука Тамерлана, Орхан дошёл до Манисы, в которую вошёл 17 августа 1402 года. Имя Орхана-бея отчеканено на двух серебряных монетах. Одна монета датирована 805 годом (1402), это свидетельствует, что он правил после битвы при Анкаре.
Однако второе правление Орхана-бея вызвало противодействие его брата, Хызыр-Шаха. Летом 806 (1404) года Орхан и Хызыр-Шах вели борьбу за бейлик, как сказано в жизнеописании Бедреддина Махмуда «румские беи послали друг против друга войска, и народ саруханский озлобился». Через некоторое время Орхан-бей был отстранён, и трон Сарухана опять занял Хызыр-Шах.
Согласно османским источникам, Хызыр-Шах действовал вместе с Джунейдом Измироглу и в самом начале междуцарствия поддерживал Сулеймана Челеби в его борьбе против братьев (Иса Челеби, Мехмед Челеби и Муса Челеби) за трон. Возможно, именно с помощью союзников Хызыр-Шах сбросил с трона Орхана. Затем  Хызыр-Шах, Джунед Измироглу и Ильяс Ментешеоглу приняли сторону Исы Челеби. После того, как Мехмед Челеби одержал победу над войском Исы при Улубаде в 1403 году, Хызыр-Шах бежал в Манису. Мехмед Челеби не торопился преследовать его. Лишь в 813 (1410) году он отправился в Манису. Хызыр-Шах был застигнут врасплох в бане (Чукур-Хаммаме) и казнён. Перед смертью бей обратился к Мехмеду Челеби с двумя просьбами, которые были выполнены после казни. Во-первых, он выразил желание быть похороненным рядом с предками, а во-вторых, просил сохранить вакуфы его семьи.
Большая часть бейлика перешла к Мехмеду Челеби и стала одним из санджаков, а Маниса стала резиденцией наследника престола.
В сборнике стихов (Mecmuatü'n-Nezair), составленном Омером б. Мезидом в 1437 году есть касыды, посвящённые Хызыр-Шаху, автором которых был поэт по имени Хассан. Османский историк XVII века Мунеджимбаши Ахмед Деде называл Хызыр-Шаха аморальным и пьяницей.